# Група армии „Южна Украйна“
Група армии „Южна Украйна“ (на немски: Heeresgruppe Südukraine) е военно формирование на Вермахта, по време на Втората световна война.
Групата е създадена на 31 март 1944 г. Съединението се сражава при Яш-Кишиневската операция и след като понася тежки загуби, през септември същата година е включено в състава на отново сформираната група армии „Юг“.

## Командири
- Фелдмаршал Фердинанд Шьорнер - от 31 март до 25 юли 1944 г.
- Генерал-полковник Ханс Фриснер – от 25 юли до септември 1944 г.